# Bragadiru, Teleorman
Bragadiru là một xã thuộc hạt Teleorman, România. Dân số thời điểm năm 2002 là 4635 người.